# Маршалл (округ, Теннессі)
Шаблон:StateAbbr_ 35°28′ пн. ш. 86°46′ зх. д. / 35.47° пн. ш. 86.77° зх. д.
Округ  Маршалл (англ. Marshall County) — округ (графство) у штаті  Теннессі, США. Ідентифікатор округу 47117.

## Історія
Округ утворений 1836 року.

## Демографія
За даними перепису 2000 року загальне населення округу становило 26767 осіб, зокрема міського населення було 9743, а сільського — 17024. Серед мешканців округу чоловіків було 13069, а жінок — 13698. В окрузі було 10307 домогосподарств, 7475 родин, які мешкали в 11181 будинках. Середній розмір родини становив 3,02.
Віковий розподіл населення поданий у таблиці:
| Стать    | До 15 років | 15-21 | 22-29 | 30-39 | 40-49 | 50-65 | 65-85 | Понад 85 |
| -------- | ----------- | ----- | ----- | ----- | ----- | ----- | ----- | -------- |
| Чоловіки | 2818        | 1375  | 1373  | 1971  | 2139  | 2062  | 1221  | 110      |
| Жінки    | 2791        | 1220  | 1354  | 2053  | 2105  | 2145  | 1753  | 277      |

## Суміжні округи
- Резерфорд — північний схід
- Бедфорд — схід
- Лінкольн — південний схід
- Джайлс — південний захід
- Морі — захід
- Вільямсон — північний захід

## Виноски
1. ↑  U.S. Decennial Census. United States Census Bureau. Архів оригіналу за 12 травня 2015. Процитовано 9 квітня 2015.
2. ↑  Historical Census Browser. University of Virginia Library. Архів оригіналу за 11 серпня 2012. Процитовано 9 квітня 2015.
3. ↑  Forstall, Richard L., ред. (27 березня 1995). Population of Counties by Decennial Census: 1900 to 1990. United States Census Bureau. Архів оригіналу за 21 лютого 2015. Процитовано 9 квітня 2015.
4. ↑  Census 2000 PHC-T-4. Ranking Tables for Counties: 1990 and 2000 (PDF). United States Census Bureau. 2 квітня 2001. Архів оригіналу (PDF) за 18 грудня 2014. Процитовано 9 квітня 2015.
5. ↑  State & County QuickFacts. United States Census Bureau. Архів оригіналу за 11 грудня 2013. Процитовано 6 грудня 2013.(англ.) Наведено за англійською вікіпедією.
6. ↑  American FactFinder. Бюро перепису населення США. Архів оригіналу за 26 лютого 2012. Процитовано 31 січня 2008.

| США | Це незавершена стаття з географії США. Ви можете допомогти проєкту, виправивши або дописавши її. |